# Collegio di Birmingham Erdington
Birmingham Erdington è un collegio elettorale situato a Birmingham, nelle Midlands Occidentali, e rappresentato alla Camera dei comuni del Parlamento del Regno Unito. Elegge un membro del parlamento con il sistema first-past-the-post, ossia maggioritario a turno unico; attualmente il seggio è rappresentato da Paulette Hamilton del Partito Laburista, che rappresenta il collegio dal 2022.

## Estensione

Birmingham Erdington dal 2010 al 2024

- 1918–1950: i ward del County Borough di Birmingham di Erdington North, Erdington South e Washwood Heath, e parte del ward di Aston.
- 1950–1955: i ward del County Borough di Birmingham di Bromford, Erdington e Gravelly Hill.
- 1974–1983: i ward del County Borough di Birmingham di Erdington, Gravelly Hill e Stockland Green.
- 1983–1997: i ward della Città di Birmingham di Erdington, Kingsbury e Stockland Green.
- 1997–2010: i ward della Città di Birmingham di Erdington, Kingsbury (Tyburn dal 2004), Kingstanding e Stockland Green.
- 2010–2024: i ward della Città di Birmingham di Erdington, Kingstanding, Stockland Green e Tyburn.
- dal 2024: i ward della Città di Birmingham di Castle Vale; Erdington; Gravelly Hill; Kingstanding; Oscott; Perry Common; Pype Hayes e Stockland Green.[1]

## Membri del parlamento
| Elezione | Elezione          | Deputato              | Partito               |
| -------- | ----------------- | --------------------- | --------------------- |
|          | 1918              | Arthur Steel-Maitland | Conservatore          |
|          | 1929              | Charles Simmons       | Laburista             |
|          | 1931              | John Eales            | Conservatore          |
| 1936 (S) | John Cecil-Wright |                       | Conservatore          |
|          | 1945              | Julius Silverman      | Laburista             |
|          | 1955              | Collegio abolito      | Collegio abolito      |
|          | Feb 1974          | Collegio re-istituito | Collegio re-istituito |
|          | Feb 1974          | Julius Silverman      | Laburista             |
| 1983     | Robin Corbett     |                       | Laburista             |
| 2001     | Siôn Simon        |                       | Laburista             |
| 2010     | Jack Dromey       |                       | Laburista             |
| 2022 (S) | Paulette Hamilton |                       | Laburista             |

## Elezioni

### Elezioni negli anni 2020
| Partito                    | Partito                                | Candidato                  | Risultati 4 luglio 2024 | Risultati 4 luglio 2024 |
| Partito                    | Partito                                | Candidato                  | Voti                    | %                       |
| -------------------------- | -------------------------------------- | -------------------------- | ----------------------- | ----------------------- |
|                            | Laburista                              | Paulette Hamilton          | 14 774                  | 43,71                   |
|                            | Reform UK                              | Jack Brookes               | 7 755                   | 22,95                   |
|                            | Conservatore                           | Steve Knee                 | 5 402                   | 15,98                   |
|                            | Verdi                                  | Karen Trench               | 2 452                   | 7,25                    |
|                            | Indipendente                           | Shaukat Ali                | 2 250                   | 6,66                    |
|                            | Lib Dem                                | Farzana Aslam              | 1 128                   | 3,34                    |
|                            | TUSC                                   | Corinthia Ward             | 37                      | 0,11                    |
|                            |                                        |                            |                         |                         |
| Iscritti                   | Iscritti                               | Iscritti                   | 76 856                  | 100,00                  |
| ↳ Votanti (% su iscritti)  | ↳ Votanti (% su iscritti)              | ↳ Votanti (% su iscritti)  | 33 799                  | 43,98                   |
| ↳ Astenuti (% su iscritti) | ↳ Astenuti (% su iscritti)             | ↳ Astenuti (% su iscritti) | 43 057                  | 56,02                   |
|                            |                                        |                            |                         |                         |
|                            | Esito: collegio confermato a Laburista |                            |                         |                         |

| Partito                    | Partito                                | Candidato                  | Risultati 3 marzo 2022 | Risultati 3 marzo 2022 |
| Partito                    | Partito                                | Candidato                  | Voti                   | %                      |
| -------------------------- | -------------------------------------- | -------------------------- | ---------------------- | ---------------------- |
|                            | Laburista                              | Paulette Hamilton          | 9 413                  | 55,51                  |
|                            | Conservatore                           | Robert Alden               | 6 147                  | 36,25                  |
|                            | TUSC                                   | Dave Nellist               | 360                    | 2,12                   |
|                            | Reform UK                              | Jack Brookes               | 293                    | 1,73                   |
|                            | Verdi                                  | Siobhan Harper-Nunes       | 236                    | 1,39                   |
|                            | Lib Dem                                | Lee Dargue                 | 173                    | 1,02                   |
|                            | Indipendente                           | Michael Lutwyche           | 109                    | 0,64                   |
|                            | Alleanza dei Popoli Cristiani          | Mel Mbondiah               | 79                     | 0,47                   |
|                            | Indipendente                           | Thomas O'Rourke            | 76                     | 0,45                   |
|                            | Monster Raving Loony                   | The Good Knight Sir NosDa  | 49                     | 0,29                   |
|                            | Indipendente                           | Clifton Holmes             | 14                     | 0,08                   |
|                            | Church of the Militant Elvis           | David Bishop               | 8                      | 0,05                   |
|                            |                                        |                            |                        |                        |
| Iscritti                   | Iscritti                               | Iscritti                   | 63 022                 | 100,00                 |
| ↳ Votanti (% su iscritti)  | ↳ Votanti (% su iscritti)              | ↳ Votanti (% su iscritti)  | 17 016                 | 27,00                  |
| ↳ Astenuti (% su iscritti) | ↳ Astenuti (% su iscritti)             | ↳ Astenuti (% su iscritti) | 46 006                 | 73,00                  |
|                            |                                        |                            |                        |                        |
|                            | Esito: collegio confermato a Laburista |                            |                        |                        |

### Elezioni negli anni 2010
| Partito                    | Partito                                | Candidato                  | Risultati 12 dicembre 2019 | Risultati 12 dicembre 2019 |
| Partito                    | Partito                                | Candidato                  | Voti                       | %                          |
| -------------------------- | -------------------------------------- | -------------------------- | -------------------------- | -------------------------- |
|                            | Laburista                              | Jack Dromey                | 17 720                     | 50,30                      |
|                            | Conservatore                           | Robert Alden               | 14 119                     | 40,08                      |
|                            | Brexit                                 | Wendy Garcarz              | 1 441                      | 4,09                       |
|                            | Lib Dem                                | Ann Holtom                 | 1 301                      | 3,69                       |
|                            | Verdi                                  | Rob Grant                  | 648                        | 1,84                       |
|                            |                                        |                            |                            |                            |
| Iscritti                   | Iscritti                               | Iscritti                   | 66 148                     | 100,00                     |
| ↳ Votanti (% su iscritti)  | ↳ Votanti (% su iscritti)              | ↳ Votanti (% su iscritti)  | 35 229                     | 53,26                      |
| ↳ Astenuti (% su iscritti) | ↳ Astenuti (% su iscritti)             | ↳ Astenuti (% su iscritti) | 30 919                     | 46,74                      |
|                            |                                        |                            |                            |                            |
|                            | Esito: collegio confermato a Laburista |                            |                            |                            |

| Partito                    | Partito                                | Candidato                  | Risultati 8 giugno 2017 | Risultati 8 giugno 2017 |
| Partito                    | Partito                                | Candidato                  | Voti                    | %                       |
| -------------------------- | -------------------------------------- | -------------------------- | ----------------------- | ----------------------- |
|                            | Laburista                              | Jack Dromey                | 21 571                  | 57,96                   |
|                            | Conservatore                           | Robert Alden               | 14 286                  | 38,39                   |
|                            | Lib Dem                                | Ann Holtom                 | 750                     | 2,02                    |
|                            | Verdi                                  | James Lovatt               | 610                     | 1,64                    |
|                            |                                        |                            |                         |                         |
| Iscritti                   | Iscritti                               | Iscritti                   | 65 064                  | 100,00                  |
| ↳ Votanti (% su iscritti)  | ↳ Votanti (% su iscritti)              | ↳ Votanti (% su iscritti)  | 37 217                  | 57,20                   |
| ↳ Astenuti (% su iscritti) | ↳ Astenuti (% su iscritti)             | ↳ Astenuti (% su iscritti) | 27 847                  | 42,80                   |
|                            |                                        |                            |                         |                         |
|                            | Esito: collegio confermato a Laburista |                            |                         |                         |

| Partito                    | Partito                                | Candidato                  | Risultati 7 maggio 2015 | Risultati 7 maggio 2015 |
| Partito                    | Partito                                | Candidato                  | Voti                    | %                       |
| -------------------------- | -------------------------------------- | -------------------------- | ----------------------- | ----------------------- |
|                            | Laburista                              | Jack Dromey                | 15 824                  | 45,62                   |
|                            | Conservatore                           | Robert Alden               | 10 695                  | 30,84                   |
|                            | UKIP                                   | Andrew Garcarz             | 6 040                   | 17,41                   |
|                            | Lib Dem                                | Ann Holtom                 | 965                     | 2,78                    |
|                            | Verdi                                  | Joe Belcher                | 948                     | 2,73                    |
|                            | TUSC                                   | Ted Woodley                | 212                     | 0,61                    |
|                            |                                        |                            |                         |                         |
| Iscritti                   | Iscritti                               | Iscritti                   | 65 073                  | 100,00                  |
| ↳ Votanti (% su iscritti)  | ↳ Votanti (% su iscritti)              | ↳ Votanti (% su iscritti)  | 34 684                  | 53,30                   |
| ↳ Astenuti (% su iscritti) | ↳ Astenuti (% su iscritti)             | ↳ Astenuti (% su iscritti) | 30 389                  | 46,70                   |
|                            |                                        |                            |                         |                         |
|                            | Esito: collegio confermato a Laburista |                            |                         |                         |

| Partito                    | Partito                                | Candidato                  | Risultati 6 maggio 2010 | Risultati 6 maggio 2010 |
| Partito                    | Partito                                | Candidato                  | Voti                    | %                       |
| -------------------------- | -------------------------------------- | -------------------------- | ----------------------- | ----------------------- |
|                            | Laburista                              | Jack Dromey                | 14 869                  | 41,83                   |
|                            | Conservatore                           | Robert Alden               | 11 592                  | 32,61                   |
|                            | Lib Dem                                | Ann Holtom                 | 5 742                   | 16,15                   |
|                            | BNP                                    | Kevin McHugh               | 1 815                   | 5,11                    |
|                            | UKIP                                   | Maria Foy                  | 842                     | 2,37                    |
|                            | Indipendente                           | Tony Tomkins               | 240                     | 0,68                    |
|                            | Fronte Nazionale                       | Terry Williams             | 229                     | 0,64                    |
|                            | Cristiano                              | Timothy Gray               | 217                     | 0,61                    |
|                            |                                        |                            |                         |                         |
| Iscritti                   | Iscritti                               | Iscritti                   | 66 441                  | 100,00                  |
| ↳ Votanti (% su iscritti)  | ↳ Votanti (% su iscritti)              | ↳ Votanti (% su iscritti)  | 35 546                  | 53,50                   |
| ↳ Astenuti (% su iscritti) | ↳ Astenuti (% su iscritti)             | ↳ Astenuti (% su iscritti) | 30 895                  | 46,50                   |
|                            |                                        |                            |                         |                         |
|                            | Esito: collegio confermato a Laburista |                            |                         |                         |

### Elezioni negli anni 2000
| Partito                    | Partito                                | Candidato                  | Risultati 5 maggio 2005 | Risultati 5 maggio 2005 |
| Partito                    | Partito                                | Candidato                  | Voti                    | %                       |
| -------------------------- | -------------------------------------- | -------------------------- | ----------------------- | ----------------------- |
|                            | Laburista                              | Siôn Simon                 | 16 810                  | 52,95                   |
|                            | Conservatore                           | Victoria Elvidge           | 7 235                   | 22,79                   |
|                            | Lib Dem                                | Jerry Evans                | 5 027                   | 15,84                   |
|                            | BNP                                    | Sharon Ebanks              | 1 512                   | 4,76                    |
|                            | UKIP                                   | Rannal Hepburn             | 746                     | 2,35                    |
|                            | Fronte Nazionale                       | Terry Williams             | 416                     | 1,31                    |
|                            |                                        |                            |                         |                         |
| Iscritti                   | Iscritti                               | Iscritti                   | 64 920                  | 100,00                  |
| ↳ Votanti (% su iscritti)  | ↳ Votanti (% su iscritti)              | ↳ Votanti (% su iscritti)  | 31 746                  | 48,90                   |
| ↳ Astenuti (% su iscritti) | ↳ Astenuti (% su iscritti)             | ↳ Astenuti (% su iscritti) | 33 174                  | 51,10                   |
|                            |                                        |                            |                         |                         |
|                            | Esito: collegio confermato a Laburista |                            |                         |                         |

| Partito                    | Partito                                | Candidato                  | Risultati 7 giugno 2001 | Risultati 7 giugno 2001 |
| Partito                    | Partito                                | Candidato                  | Voti                    | %                       |
| -------------------------- | -------------------------------------- | -------------------------- | ----------------------- | ----------------------- |
|                            | Laburista                              | Siôn Simon                 | 17 375                  | 56,77                   |
|                            | Conservatore                           | Oliver Lodge               | 7 413                   | 24,22                   |
|                            | Lib Dem                                | Sandra Johnson             | 3 602                   | 11,77                   |
|                            | Fronte Nazionale                       | Michael Shore              | 681                     | 2,23                    |
|                            | Alleanza Socialista                    | Steven Goddard             | 669                     | 2,19                    |
|                            | UKIP                                   | Mark Nattrass              | 521                     | 1,70                    |
|                            | Laburista Socialista                   | Judith Sambrook-Marshall   | 343                     | 1,12                    |
|                            |                                        |                            |                         |                         |
| Iscritti                   | Iscritti                               | Iscritti                   | 65 673                  | 100,00                  |
| ↳ Votanti (% su iscritti)  | ↳ Votanti (% su iscritti)              | ↳ Votanti (% su iscritti)  | 30 604                  | 46,60                   |
| ↳ Astenuti (% su iscritti) | ↳ Astenuti (% su iscritti)             | ↳ Astenuti (% su iscritti) | 35 069                  | 53,40                   |
|                            |                                        |                            |                         |                         |
|                            | Esito: collegio confermato a Laburista |                            |                         |                         |

## Risultati dei referendum

### Referendum sulla permanenza del Regno Unito nell'Unione europea del 2016
|             | Collegio             | Lasciare UE % | Rimanere in UE % |
| ----------- | -------------------- | ------------- | ---------------- |
|             | Birmingham Erdington | 63,0%         | 37,0%            |
| Inghilterra | 53,3%                | 46,7%         |                  |
| Regno Unito | 51,9%                | 48,1%         |                  |